# Kabeljauwoorlogen

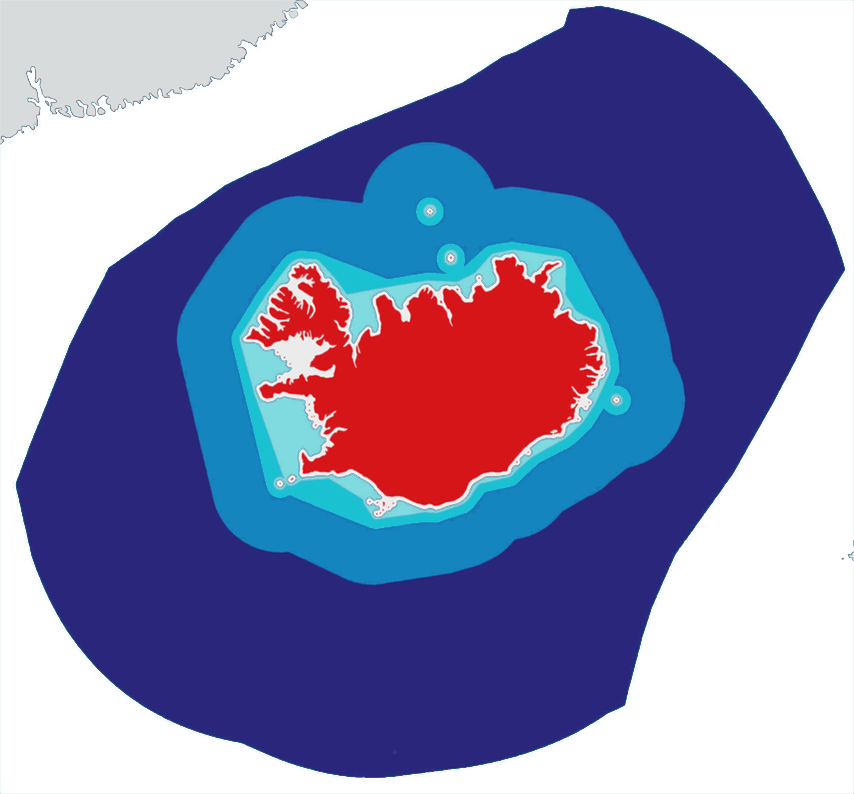
Kaart die de drie grote annexatiegolven weergeeft.

De kabeljauwoorlogen (Engels: Cod Wars, IJslands: Þorskastríðin) waren een serie confrontaties tussen IJsland en het Verenigd Koninkrijk over de IJslandse maritieme grens en visserijrechten. Bij deze "oorlogen" is één dode gevallen, een opvarende van een IJslands kustwachtschip.
Aanleiding voor het langdurige conflict waren de rijke visgronden rond IJsland. De IJslandse economie steunde zwaar op de visvangst. Vissers uit andere landen, met name het Verenigd Koninkrijk, visten echter ook frequent in de wateren rond IJsland. IJsland trachtte de visserijsector te beschermen door zijn zeegrens steeds verder uit te breiden.
Er zijn in totaal drie kabeljauwoorlogen geweest. De eerste vond plaats in 1958, nadat IJsland zijn maritieme grens uitgebreid had van 7 naar 22 kilometer buiten de kust. Het Verenigd Koninkrijk probeerde dit tevergeefs te verhinderen. De tweede kabeljauwoorlog vond plaats tussen 1972 en 1973, nadat IJsland zijn maritieme grens naar 93 kilometer uitgebreid had. Er werd uiteindelijk overeenstemming bereikt, de Britten mochten in IJslandse wateren vissen, maar waren wel gebonden aan een quotum. Tijdens deze kabeljauwoorlog overleed Halldór Hallfreðsson, technicus aan boord van een IJslands kustwachtschip dat geramd werd door een Brits oorlogsschip. Hallfreðsson was aan het lassen toen de ruimte waarin hij werkte water maakte en hij geëlektrocuteerd werd.
De derde kabeljauwoorlog brak uit in 1975. Dit was de meest serieuze van de drie "oorlogen". Hij ontstond nadat de overeenkomst was verlopen en IJsland zijn grens naar 370 kilometer uitgebreid had. Britse vissers erkenden deze uitbreiding niet en visten gewoon door in gebied dat nu door IJsland geclaimd werd. IJsland stuurde de kustwacht eropuit om de IJslandse vissers te beschermen. De IJslanders vernielden Britse visnetten en enkele schepen van beide zijden ramden elkaar opzettelijk, waarbij een aantal gewonden viel. Hierop stuurde de Britse marine een aantal oorlogsschepen eropuit om de Britse vissers te beschermen. IJsland dreigde uit de NAVO te stappen en de NAVO-basis bij Keflavík te sluiten, waarna de Britten inbonden.